# Пилла, Франка
Франка Пилла (итал. Franca Pilla; род. 19 декабря 1920, Реджо-Эмилия, Эмилия-Романья) — вдова бывшего президента Италии Карло Адзельо Чампи, первая леди Италии (1999—2006).

## Биография
Пилла родилась в Реджо-Эмилии 19 декабря 1920 года.
Пилла получила образование, когда ей было восемнадцать, и там она познакомилась со своим будущим мужем, который был того же возраста. Они познакомились на «танцевальном чаепитии», которое было популярным способом знакомства.
После войны, когда ее будущий муж был солдатом, а затем бойцом сопротивления, они были помолвлены в течение года, а затем поженились в Болонье, когда ей было 25. Они прожили вместе более семидесяти лет. В течение этого времени её муж был премьер-министром, возглавлял центральный банк Италии и был министром финансов. В 1999 году он стал президентом Италии до 2006 года, когда стал пожизненным сенатором.
Пилла отметила свой 100-летний юбилей в декабре 2020 года. Пилла и Чампи были женаты до его смерти 16 сентября 2016 года.